# Économie du Calvados

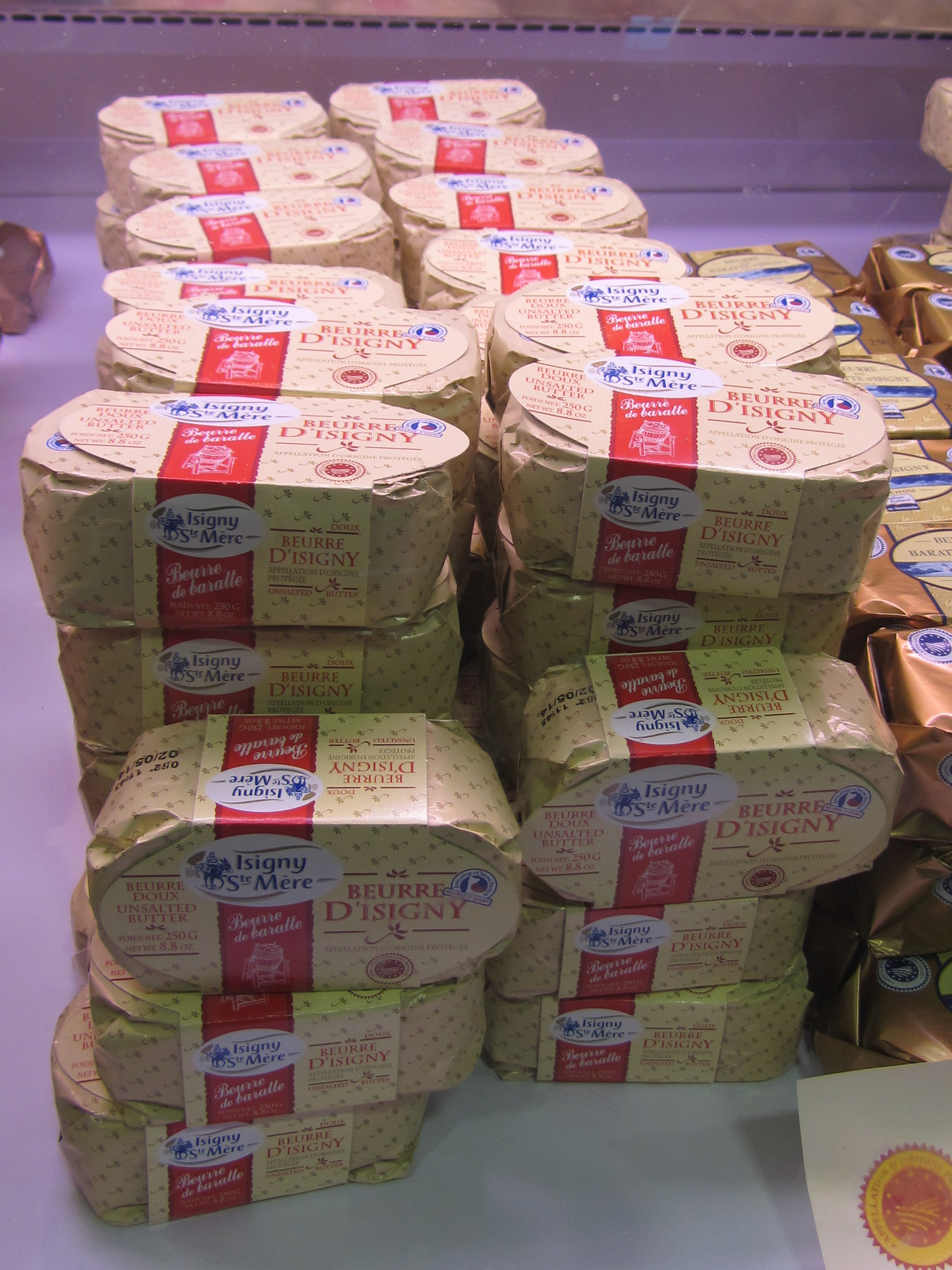
Beurre d'Isigny-Ste-Mère (Calvados) au Salon de l'agriculture

L'économie du calvados est en grande partie axée sur l'agriculture, avec notamment une tradition importante d'élevage bovin et équin, ainsi que le tourisme.

## Agriculture
Le département français du Calvados est réputé pour ses villages du Pays d'Auge qui ont donné naissance aux fromages éponymes : Camembert, Pont-l'évêque et Livarot. Les célèbres pâturages normands verdoyants ont toujours été propices à un important élevage laitier et une filière de transformation laitière (lait, beurre et fromage). Le département est également réputé pour ses pommes qui ornent le logo du département.
En 2020 le département du Calvados comptait 5 267 exploitations, sur une surface de 372 940 hectares exploités. Chaque exploitation possède en moyenne 70,8 hectares. Les exploitations sont essentiellement des exploitations individuelles. Tout type de productions est présent dans le Calvados : l'élevage dans les secteurs vallonnés comme la Suisse normande, le Pays d'Auge ou encore le Bocage virois , les grandes cultures sur le secteur de la Plaine de Caen, Falaise, ou encore le maraichage, proche du littoral. 86% des animaux d'élevage du Calvados sont des bovins, soit 370 850 en 2020. Le deuxième élevage le plus important est le porc, qui représente 5% des animaux d'élevage du département. 
La majorité des bovins présents dans le département sont élevés pour la production laitière. Une ferme laitière du Calvados compte en moyenne 78 vaches. Moins d'un quart de ces animaux sont de la race locale, la Normande. Cinq appellations d'origine protégée sont présentes pour la valorisation de la production laitière. L'AOP Beurre et Crème d'Isigny, le Camembert de Normandie, le Livarot, le Pont-l'évêque et le Neufchâtel. Le principal collecteur laitier du département est Lactalis avec 39% de la collecte. Lactalis va transformer le lait de différentes manières notamment en produits AOP. Ces AOP sont importantes pour l'image, mais elles ne concernent que 10% de la fabrication de produits laitiers normands.
Du fait du nombre important de bovins, les prairies sont encore très présentes au sein du département. 45% de la SAU du Calvados est composée de prairie. Les prairies permettent une conservation des haies. Ce département compte 31400 km de haies, essentielles pour le stockage de carbone. Celles-ci sont nettement plus implantées dans l'ouest du département, où l'élevage est très important. En effet 66% de la production agricole départementale est réalisée à l'ouest, limitrophe de la Manche (département).
L'économie de l'équitation est très présente dans ce département. La région de Caen présente l'un des plus forts taux de présence de chevaux sur le sol français, avec une densité de 8,3 équidés/km² (données 2011). Une part importante de cette économie tient à la présence de propriétaires indépendants de chevaux de loisir. Le département s'est doté en novembre 2017 d'un « plan cheval » sur cinq ans qui se décline en quatre enjeux majeurs : aménager, pratiquer, développer et diffuser les richesses culturelles autour du cheval. Ce plan comprend un volet social en direction notamment des personnes en situation de handicap avec un soutien aux équipements dédiés comme le centre équestre de La cour Anteol à Saint-Pierre-la-Vieille.
La production de cidre, de calvados et de pommeau s'ajoutent à ce patrimoine économique et culturel. Le Calvados, en particulier la plaine de Caen est également une région céréalière. La coopérative agricole Agrial a son siège social à Caen.

## Industrie
Les houillères de Littry ont produit 2,5 millions de tonnes entre 1744 et 1880 puis de 1941 à 1949 pour alimenter l’industrie normande, en particulier les fours à chaux.
Longtemps, l'agglomération caennaise a été un bassin industriel. La Société métallurgique de Normandie (SMN) a été un haut lieu de fabrication de l'acier entre 1912 et 1993. L'usine a depuis été délocalisée en Chine et ne conserve plus qu'un fourneau en souvenir.
Le département accueille aujourd'hui un pôle automobile important avec les usines de Renault Trucks et de Stellantis (ex.PSA Peugeot Citroën). Lormauto, un petit constructeur automobile spécialisé dans le rétrofit, est également implanté localement,.
Depuis une dizaine d'années, le département mise doucement sur les nouvelles technologies et la recherche, notamment au travers d'une usine Philips et d'un campus technologique tout proche, ainsi que le Grand accélérateur national d'ions lourds (GANIL).
Autres entreprises locales : Guy Degrenne, Forvia, Labinal (Vire)

## Infrastructures
Le Calvados dispose de plusieurs infrastructures :
- L'A13, A84 et A88 (RN158 entre Caen et Falaise).
- Le département est desservi par les lignes ferroviaires (villes principales desservies) Paris Saint Lazare-Cherbourg (Lisieux, Caen, Bayeux), Caen-Tours (Caen, Mézidon Vallée d'Auge), Lisieux-Deauville. Vire est desservie par la ligne Paris Montparnasse-Granville.
- L'aéroport de Caen - Carpiquet, l'aéroport de Deauville - Normandie.

## Tourisme
Le Calvados, par son histoire riche, son patrimoine culinaire et ses plages est un haut lieu touristique. Chaque année, des milliers de Britanniques et d'Européens visitent les lieux commémoratifs du Débarquement allié de 1944 mais aussi les villes normandes aux allures de carte postale, notamment Honfleur.
Dans un registre plus chic, Deauville et Cabourg accueillent une clientèle parisienne nombreuse et aisée et ont la vedette lors d'événements internationaux tel que le festival du cinéma américain de Deauville.